# Zagorje (Ogulin)
Zagorje is een plaats in de gemeente Ogulin in de Kroatische provincie Karlovac. De plaats telt 127 inwoners (2001).